# Tiger Global Management
Tiger Global Management LLC ist eine US-amerikanische Investmentgesellschaft mit Hauptsitz in New York City. Sie ist in den Bereichen Hedgefonds, Private Equity, Public Equity und Wagniskapital tätig. Das verwaltete Vermögen betrug im ersten Quartal 2021 ca. 79 Milliarden US-Dollar.

## Geschichte
Das Unternehmen Tiger Global Management geht auf den Hedgefonds Tiger Management zurück, der 1980 von Julian Robertson gegründet wurde. Chase Coleman III. war ein Schützling von Julian Robertson und arbeitete von 1997 bis 2000 als Technologieanalyst für die Firma Tiger Management. Im Jahr 2000 schloss Robertson Tiger Management und vertraute Coleman die Verwaltung von über 25 Millionen Dollar an.
Im Jahr 2001 gründete Coleman Tiger Technology (später umbenannt in Tiger Global Management), als Hedgefonds, um in den öffentlichen Aktienmarkt zu investieren. Im Jahr 2003 expandierte Tiger Global und investierte in den Markt für privates Beteiligungskapital (Private Equity). Im Zeitraum von 2007 bis 2017 war Tiger Global Management der wichtigste Risikokapitalgeber. Im Jahr 2020 verdiente Tiger Global für seine Anleger 10,4 Milliarden Dollar, mehr als jeder andere Hedgefonds in diesem Jahr.

## Anlagestrategie
Tiger Global hat zwei Strategien, die jeweils ungefähr die gleiche Menge an Kapital verwalten. Die Public-Equity-Abteilung investiert in öffentlich gehandelte Unternehmen und betreibt auch Short-Selling. Die Private-Equity-Abteilung investiert in nicht öffentliche gelistete Start-up-Unternehmen in vielversprechenden Sektoren in der Wachstumsphase. Das Unternehmen konzentriert sich bei seinen Investments hauptsächlich auf die Branchen Internet, Software und Finanztechnologie in den Vereinigten Staaten, China und Indien.

## Investments
Die folgende Liste gibt einen Überblick über Unternehmen, in die Tiger Global Management investiert hat:
- Facebook
- Flipkart
- LinkedIn
- Palantir Technologies
- Quora
- Spotify
- Square
- Stripe
- UiPath
- Waymo
- Xiaomi